# 16529 Dangoldin
16529 Dangoldin (1991 GO1) là một tiểu hành tinh bay qua Sao Hỏa được phát hiện ngày 9 tháng 4 năm 1991 bởi E. F. Helin ở Palomar.